# Wollongong

Coordonate: 34° 25' 59" S, 150° 52' 59" O

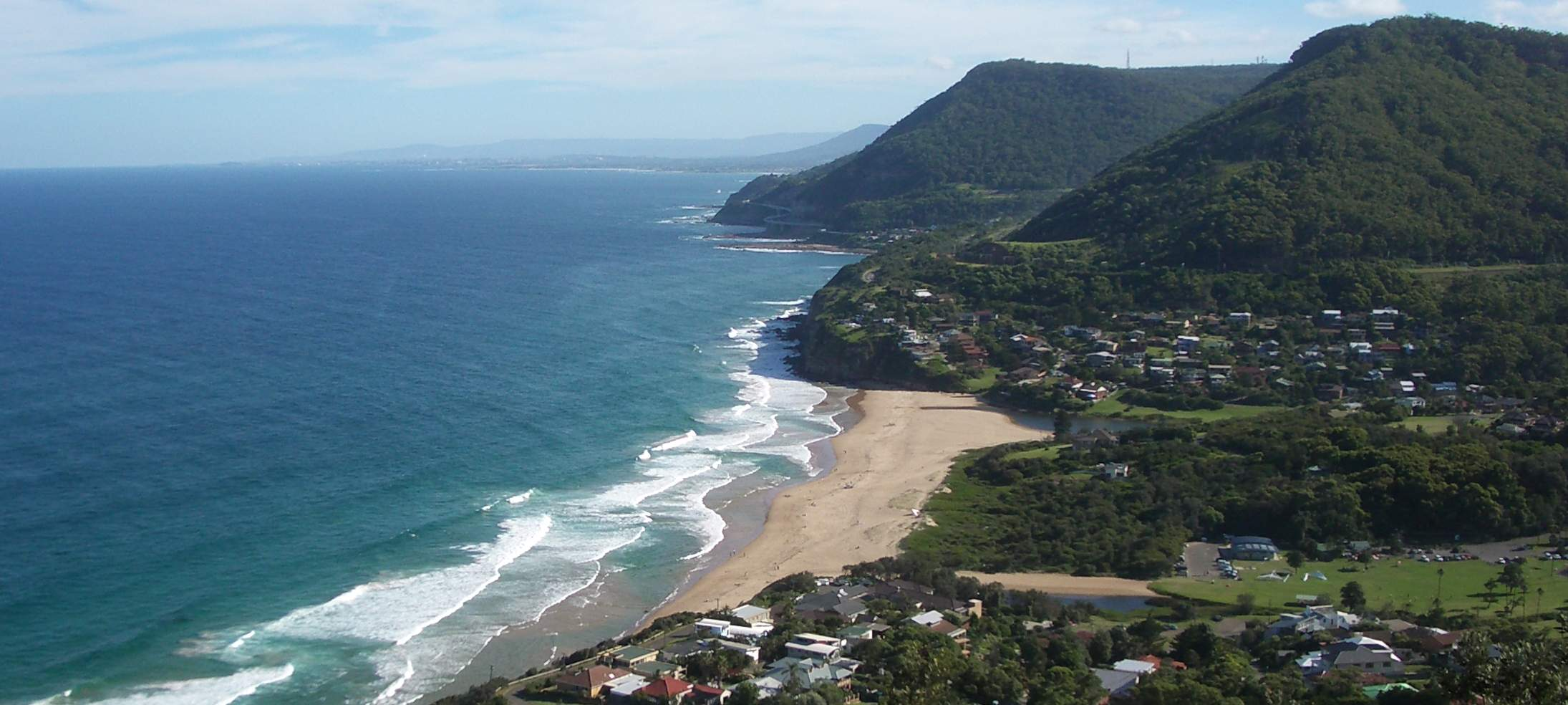
Parcul Stanwell

Wollongong (în limba indigenă: „Murmurul mării”) este un oraș în statul New South Wales, Australia. Orașul are o populație de 235.000 de locuitori, având o suprafață totală de  684 km². Wollongong se află la malul Mării Tasmaniei, fiind situat în centrul regiunii Illawarra. Este limitat de  Parcul Stanwell și Parcul Național Royal.